# Andrea Concas

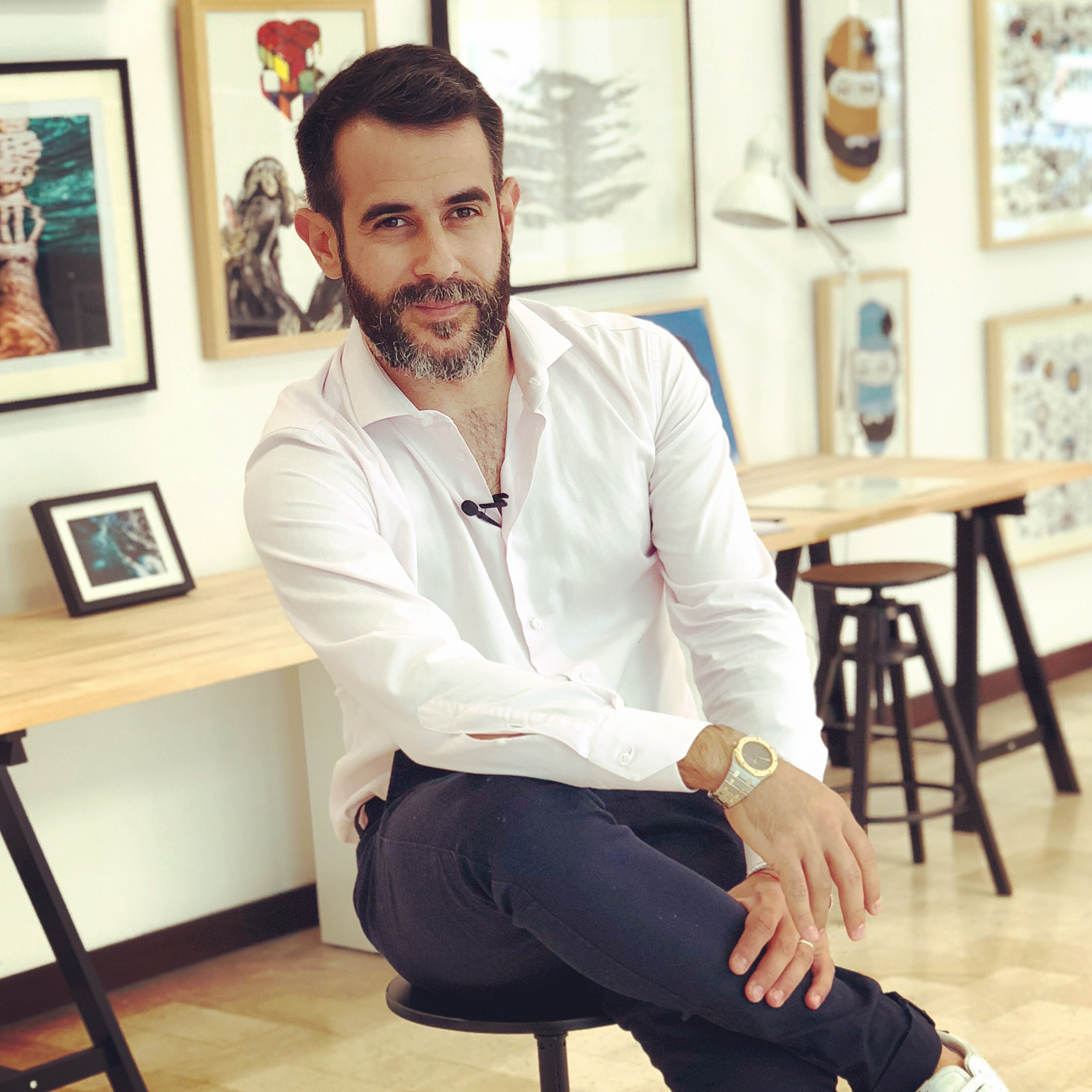
Andrea Concas nel 2018

Andrea Concas (Cagliari, 26 settembre 1982) è uno scrittore italiano.

## Biografia
Dopo essersi diplomato presso il Liceo Classico “Siotto Pintor” di Cagliari, si laurea in Scienze e Tecniche Psicologiche applicate al Lavoro, alle Organizzazioni e al Turismo presso l’Università degli Studi di Cagliari. In seguito, frequenta diversi corsi di specializzazione come il Corso Pratico sulle Tecniche del Commercio Estero presso la Camera di Commercio di Cagliari e infine si iscrive al master in Management dei Beni e dei Servizi Culturali tenuto di 24ORE Business School.
Andrea Concas lavora da oltre quindici anni nel settore dell’arte e della cultura, occupandosi di comunicazione, marketing culturale e digitale, consulenze e progettazione per Enti pubblici e privati a livello nazionale ed internazionale. Dal 2005 inizia a collaborare come consulente e amministratore di società specializzate nel settore artistico-culturale.
È docente del Master tenuto dalla 24Ore Business School in Economia e Management per l’arte e la cultura, e coordinatore del Master in Marketing e Digital Innovation per l’Arte e la Cultura. Inoltre, collabora attivamente con l’Università Cattolica del Sacro Cuore di Milano, l’Università commerciale Luigi Bocconi e la Libera università di lingue e comunicazione IULM.
A marzo del 2016 fonda Art Backers, startup innovativa artigiana che opera nel settore dell’arte e della cultura. Sempre nello stesso anno apre a Cagliari The AB Factory, una galleria d’arte e print house finanziata grazie ad una campagna di crowdfunding su Kickstarter.
In stretta connessione con Art Backers, nel 2017 Andrea fonda Art Rights, piattaforma digitale di supporto alla gestione e certificazione delle opere d’arte basata su tecnologia Blockchain. Nel 2018 nasce la rivista online Art Rights Magazine, con articoli rivolti ad artisti, collezionisti ed esperti del settore. Successivamente, nel 2020, Andrea Concas ha dato vita ad Art Rights Prize, premio digitale per artisti in collaborazione con la piattaforma Lieu.City, social network VR per eventi d’arte online.
Sempre dal 2018 Andrea Concas crea contenuti web e diversi format video, tra cui Professione Artista, community online dedicata ad artisti e professionisti del settore.Da maggio 2018 scrive per la rubrica settimanale Vissi d’arte del quotidiano L’Unione Sarda. A partire dallo stesso anno Andrea Concas interviene in ambito accademico e all’interno di corsi di specializzazione e master di primo e secondo livello. In occasione di Sinnova 2018 - VI Salone dell’Innovazione, in collaborazione con Wired Italia, Andrea Concas partecipa al talk La Blockchain nella vita di tutti i giorni. A novembre dello stesso anno partecipa alla Deloitte’s 11th Art & Finance Conference tenutasi a Lussemburgo, dove prende parte al talk Risk management: how technology can support trust in the art market. In occasione del Huawei Eco-Connect Europe 2018, interviene nel talk Technology and art collide to inspire new business models & life enrichment.
Nel 2019 Andrea esordisce nell’ambito letterario con la pubblicazione del libro Leonardo da Vinci. 100 Domande 150 Risposte, pubblicato da Mondadori Electa. Nello stesso anno pubblica Banksy. 100 Domande 150 Risposte, sempre edito da Mondadori Electa. Nell’aprile partecipa al talk della compagnia assicurativa AXA XL Art & Lifestyle dal titolo Tech, Art & Lifestyle. In aprile Andrea Concas pubblica il suo primo libro sul mondo dell’arte edito da Mondadori Electa Leonardo da Vinci, 100 domande 150 risposte. A settembre, pubblica il secondo libro della stessa collana Banksy, 100 domande 150 risposte. Dallo stesso anno è anche collaboratore di WE WEALTH: Influencer Magazine del Wealth Management.
Il 12 gennaio 2020 partecipa alla BAF - Bergamo Art Fair di Bergamo con Cesare Biasini Selvaggi. Dal 2020 collabora alla rubrica Macro - Cultura e Spettacoli del quotidiano Il Messaggero. Sempre in gennaio pubblica anche la guida Professione Arte. I protagonisti, le opportunità di investimento, le nuove sfide digitali, con Mondadori Electa. In maggio del 2020 pubblica L’arte post coronavirus. Strategie digitali per i professionisti dell’Arte in formato eBook, con Edizioni Piemme. In maggio pubblica con Edizioni Piemme l'eBook L'arte post Coronavirus. Le strategie digitali per i professionisti dell'arte. Il 23 marzo 2021 ha pubblicato Frida Kahlo. 100 domande. 150 risposte, con Mondadori Electa.
Il 23 marzo 2021 pubblica Frida Kahlo. 100 domande. 150 risposte, edito Mondadori Electa.
Nel 2022 alla sua attività di ricerca nell'ambito imprenditoriale e artistico, Andrea Concas crea ProfessioneARTE.it, community online per la formazione, l’aggiornamento e l’orientamento sulle professioni del mondo dell’arte. Infatti, durante una recente intervista, Andrea Concas pubblica anche diversi video all'interno dei suoi profili social in cui promuove e sostiene l'arte ogni giorno.

## Opere
- Leonardo da Vinci, 100 domande 150 risposte. Il primo libro chatbot, Milano, Mondadori Electa, 2019.
- Banksy, 100 domande 150 risposte. Il primo libro chatbot, Milano, Mondadori Electa, 2019.
- Professione arte. I protagonisti, le opportunità di investimento, le nuove sfide digitali, Milano, Mondadori Electa, 2020.
- L'arte post Coronavirus. Le strategie digitali per i professionisti dell'arte, Milano, Edizioni Piemme, 2020.
- Frida Kahlo. 100 domande. 150 risposte, Milano, Mondadori Electa, 2021.

## Programmi televisivi
- Piacere Maisano - Il mondo dell’arte (TV8, 2021)